# سبیل مردونه
سبیل مردونه فیلمی به کارگردانی  و نویسندگی جواد اردکانی ساختهٔ سال ۱۳۸۶ است.

## بازیگران
- بهمن ارازلی
- فاطمه شاکر
- شعبانعلی کمالی
- ابوالفضل سیاح
- سمیه خواجوی
- حسین مقدم
- علی اکبر بنازاده
- علی هاتفی
- حسین پاشایی
- ضیاء مدیرطاهری
- رضا مرتضوی
- محمدعلی فتوحی
- حسین پرند
- محسن فولادی
- سکینه شاکر
- شهاب قانعی
- شاپور زمانیان
- مهدی هاتفی
- زهرا مروتی
- علی زمانیان
- فرامرز خدایی
- فرزانه مروتی